# Réaux, Charente-Maritime
Réaux là một xã ở tỉnh Charente-Maritime thuộc vùng Nouvelle-Aquitaine tây nam nước Pháp.

## Dân số
| Năm  | Population | Density | Percent of the canton |
| ---- | ---------- | ------- | --------------------- |
| 1962 | 440        | -       | -                     |
| 1968 | 481        | -       | -                     |
| 1975 | 516        | -       | -                     |
| 1982 | 453        | -       | -                     |
| 1990 | 436        | -       | -                     |
| 1999 | 475        | 53/km²  | 4.75%                 |